# Volžskaja
Volžskaja (in russo Волжская, che significa Volga?) è una stazione della Metropolitana di Mosca, situata sulla Linea Ljublinsko-Dmitrovskaja. La fermata fu inaugurata il 28 dicembre 1995, come ultima stazione della prima tratta del ramo Ljublinskij, e costituì il capolinea per poco meno di un anno (si può infatti notare, oltre la stazione, i binari che consentivano il cambiamento di direzione dei treni).
La stazione è stata la prima a Mosca ad essere costruita con un nuovo design, noto come singolo piano. In questo caso, il soffitto è stato realizzato con lunghe lastre di cemento utilizzate per i ponti automobilistici, che sono state abbassate sulle mura laterali che risultano rafforzate. Inoltre, questo spazio comprende automaticamente gli ingressi e le altre infrastrutture, permettendo un utilizzo della stazione più efficiente ed economico. L'architetto V. Volovich smaltò le mura con alluminio di colore giallo chiaro in alto e rosso in basso; il pavimento è ricoperto in granito grigio. Il design innovativo è dovuto anche alle illuminazioni, che consistono di pali al centro della banchina con lampade quadrate su ognuno dei due lati. Uniche sono anche le cabine gialle che contengono le panchine per i passeggeri.
La stazione presenta due ingressi sotterranei, situati sotto viale Volžskij.